# Alejandro Maldonado
Alejandro Baltazar Maldonado Aguirre (ur. 6 stycznia 1936) – polityk gwatemalski.
Pełnił funkcję ministra edukacji (1970-1974) i ministra spraw zagranicznych (1995-1996). 14 maja 2015 wybrany przez Kongres na wiceprezydenta Gwatemali, po tym jak jego poprzedniczka Roxana Baldetti musiała zrezygnować po oskarżeniu jej o korupcję. Po rezygnacji prezydenta Otto Péreza Moliny pełnił funkcję prezydenta do końca konstytucyjnej kadencji 14 stycznia 2016.